# Vincent Youmans
Vincent Youmans (Nueva York, 27 de septiembre de 1898-Denver (Colorado), 5 de abril de 1946) fue un compositor estadounidense, que trabajó principalmente componiendo música para Broadway.
Fue nominado al premio Óscar a la mejor canción original por Carioca para la película de 1933 Volando a Río, premio que finalmente le fue otorgado a la canción The Continental que cantaba la actriz y bailarina Ginger Rogers en la película La alegre divorciada.

## Premios y distinciones
Premios Óscar
| Año  | Categoría              | Canción   | Película                     | Resultado |
| ---- | ---------------------- | --------- | ---------------------------- | --------- |
| 1935 | Mejor canción original | «Carioca» | Volando hacia Río de Janeiro | Nominado  |